# Morus australis
Morus australis är en mullbärsväxtart som beskrevs av Jean Louis Marie Poiret. Morus australis ingår i släktet mullbär, och familjen mullbärsväxter.

## Underarter
Arten delas in i följande underarter:
- M. a. glabra
- M. a. hachijoensis
- M. a. hastifolia
- M. a. incisa
- M. a. inusitata
- M. a. linearipartita
- M. a. oblongifolia

## Bildgalleri

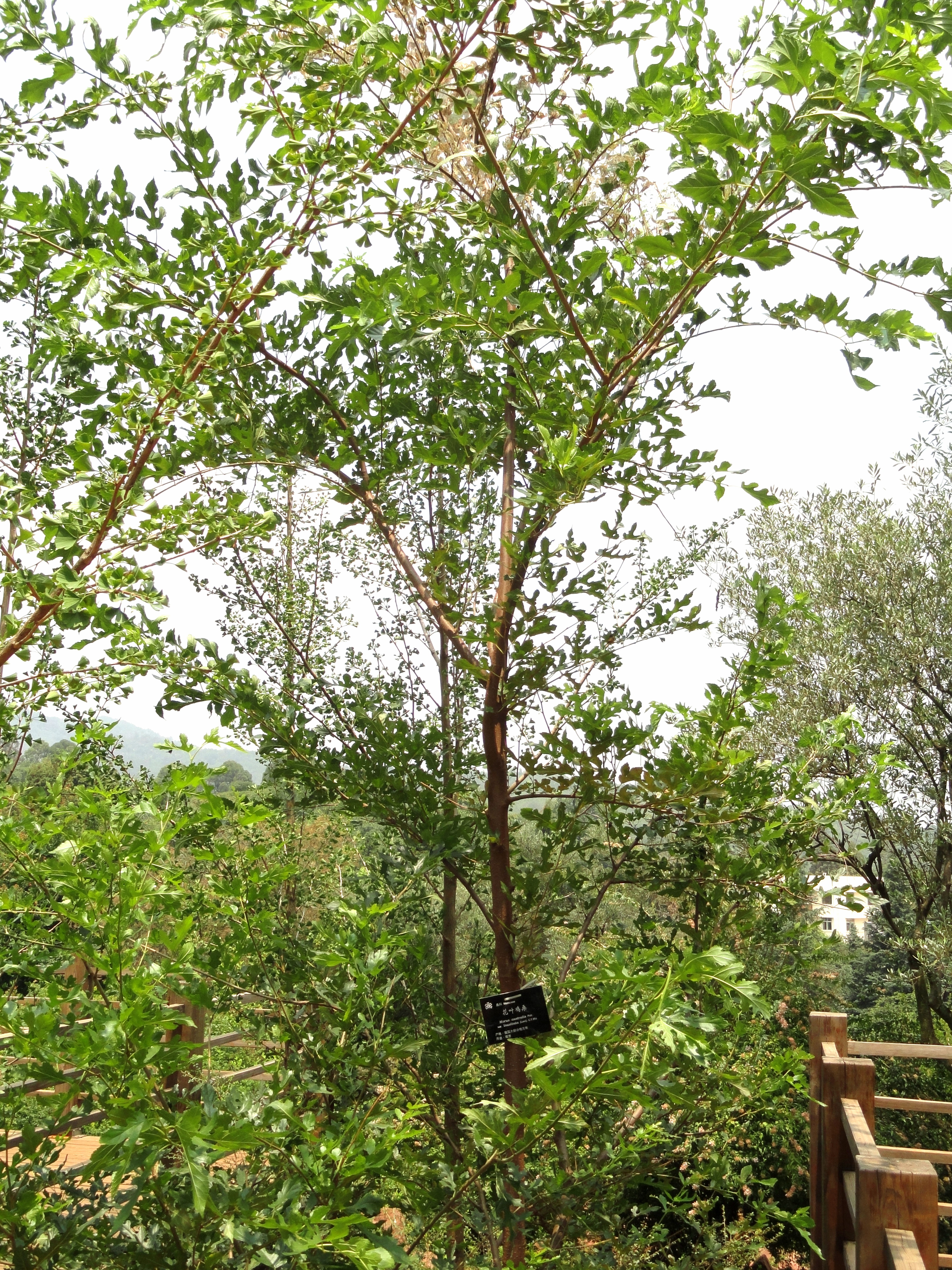
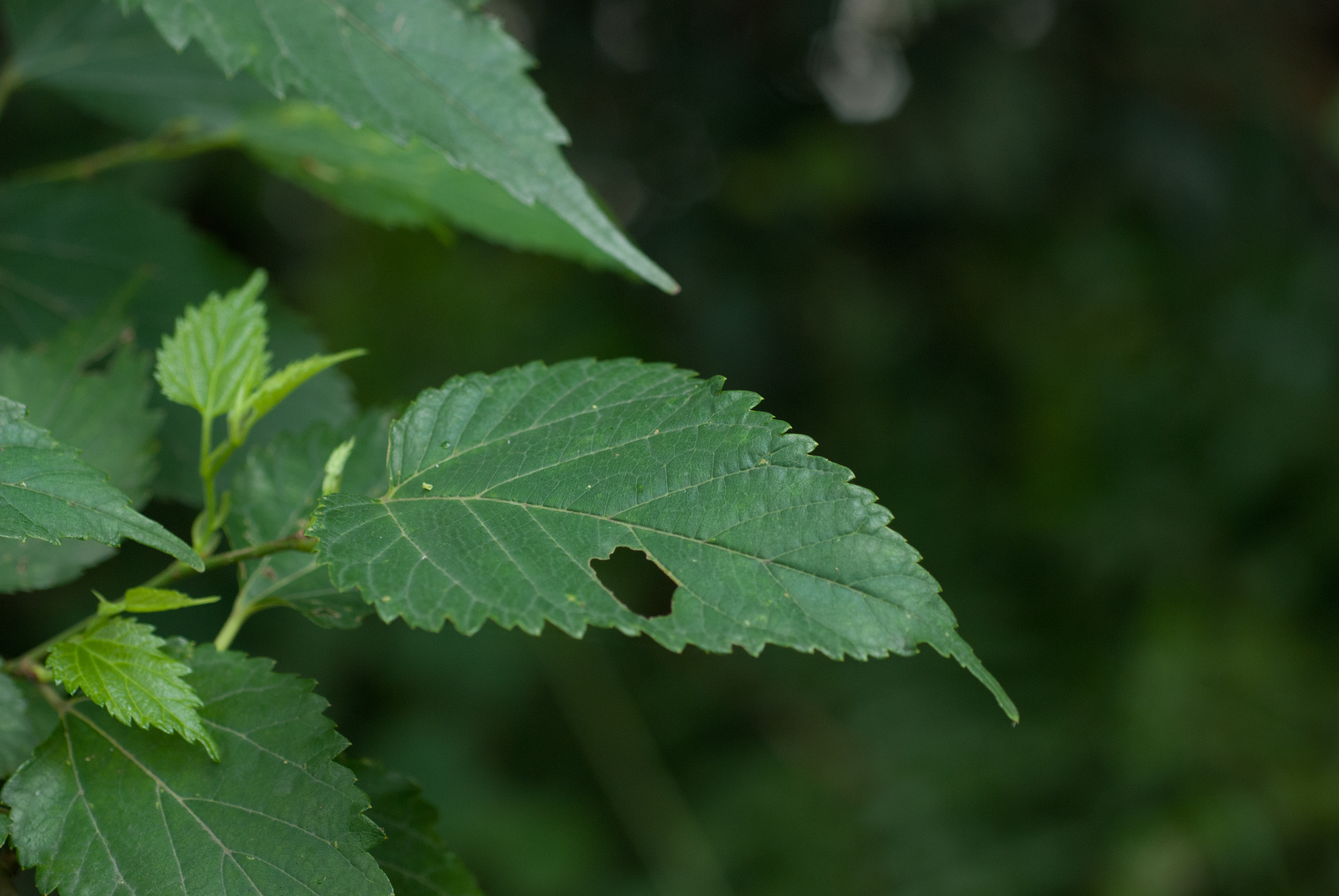
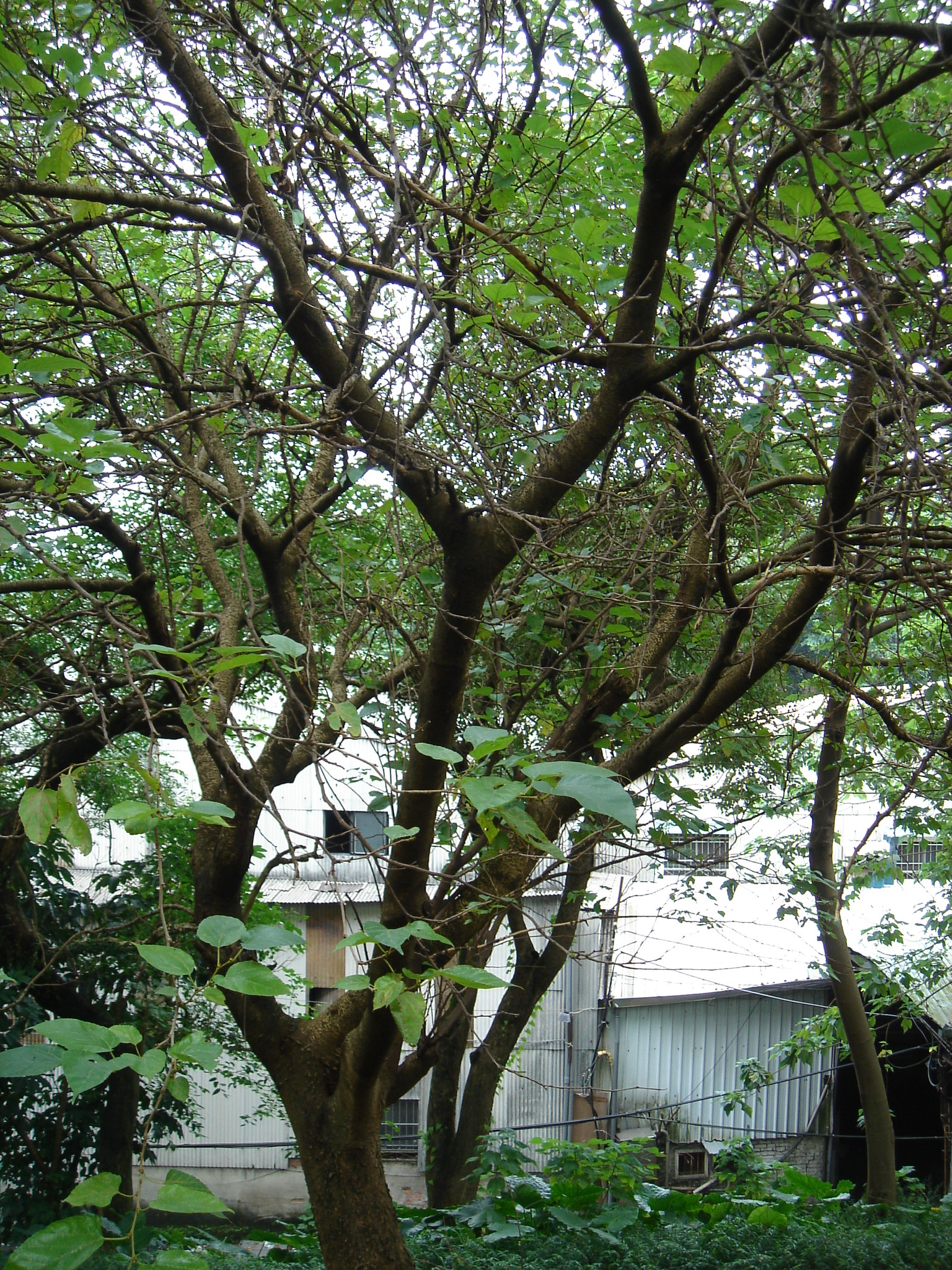
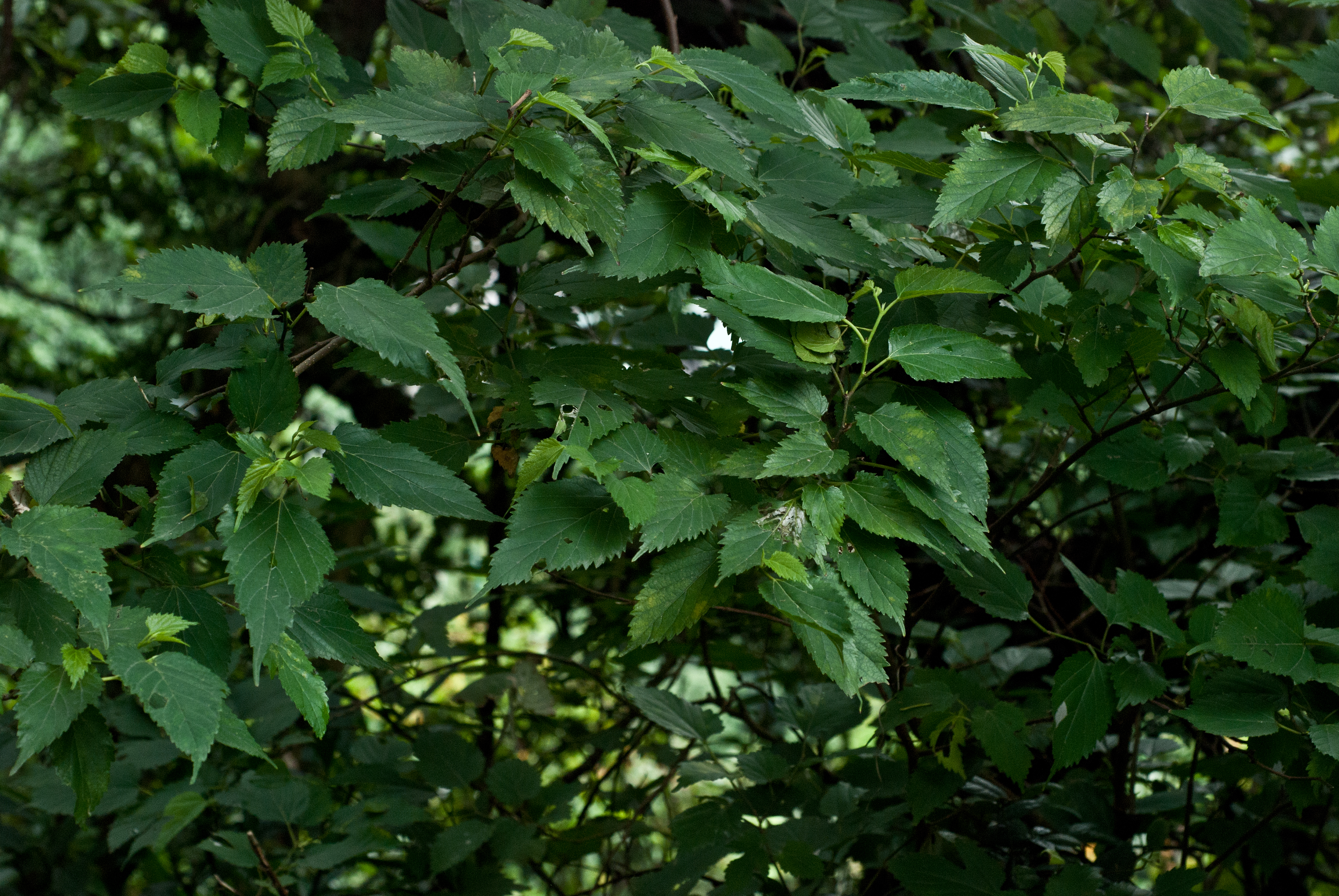
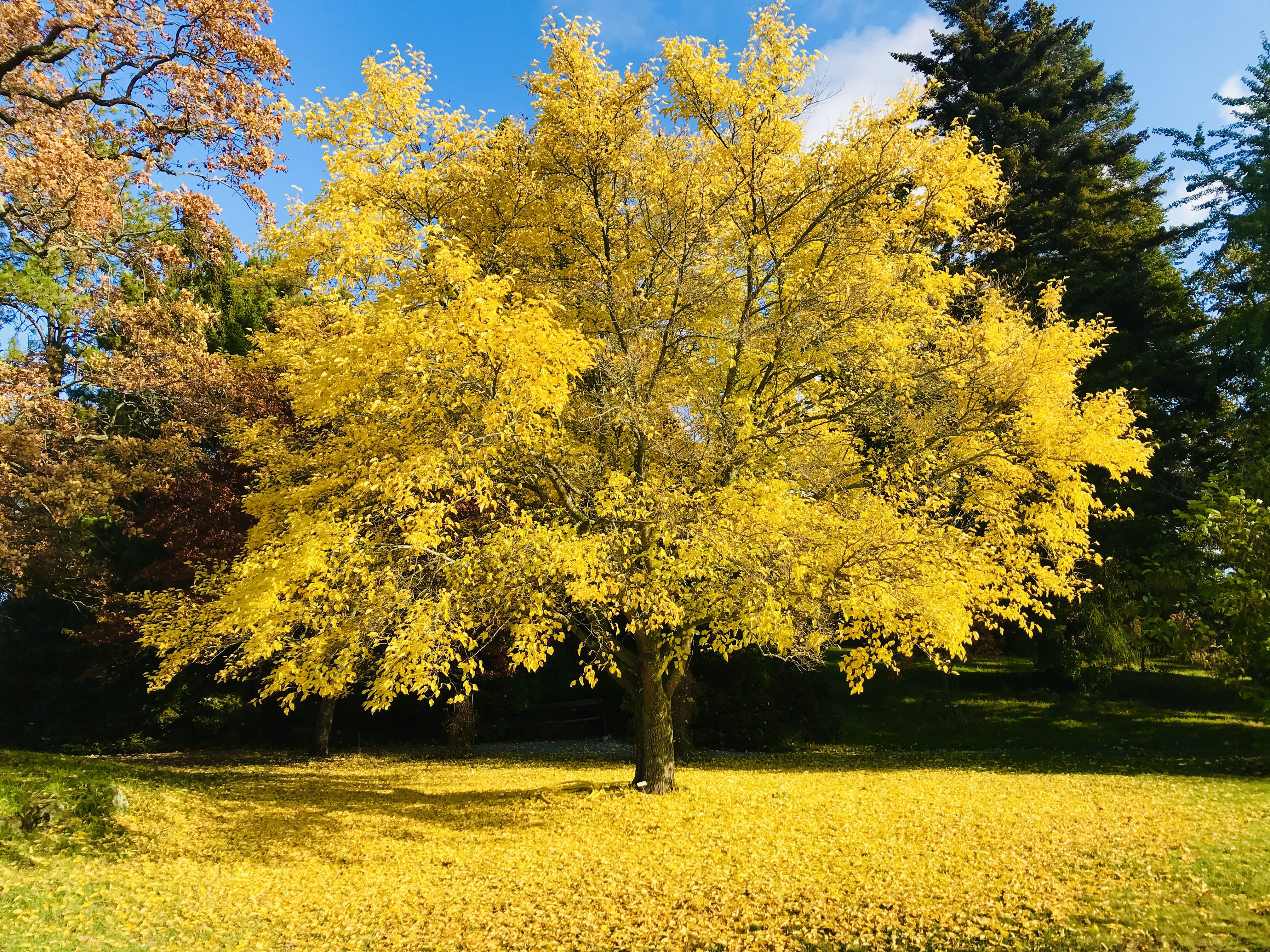